# Basketligan 1994/1995
Basketligan 1994/1995

## Grundserie

### A1
| Plats | Lag                    | Spelade | Vinster | Förluster | Poäng     | +/-  | Poäng |
| ----- | ---------------------- | ------- | ------- | --------- | --------- | ---- | ----- |
| 1     | Kärcher Basket         | 36      | 30      | 6         | 3581-3167 | +414 | 60    |
| 2     | Alvik BBK              | 36      | 22      | 14        | 3102-3063 | +39  | 44    |
| 3     | Norrköping Dolphins    | 36      | 21      | 15        | 3266-3181 | +85  | 42    |
| 4     | Stockholm Capitals BBK | 36      | 19      | 17        | 3179-3100 | +79  | 38    |
| 5     | Solna Vikings          | 36      | 15      | 21        | 3273-3258 | +15  | 30    |
| 6     | Marbo 7härad BBK       | 36      | 15      | 21        | 3348-3455 | -107 | 30    |
| 7     | JB Knights BK          | 36      | 9       | 27        | 3119-3402 | -283 | 18    |

### A2
| Plats | Lag                  | Spelade | Vinster | Förluster | Poäng     | +/-  | Poäng |
| ----- | -------------------- | ------- | ------- | --------- | --------- | ---- | ----- |
| 1     | Södertälje BBK       | 34      | 26      | 8         | 3056-2861 | +195 | 52    |
| 2     | Plannja Basket       | 34      | 23      | 11        | 3182-2961 | +221 | 46    |
| 3     | Jämtland Ambassadors | 34      | 17      | 17        | 3016-3035 | -19  | 34    |
| 4     | Heta Skåne BBK       | 34      | 11      | 23        | 2866-3118 | -252 | 22    |
| 5     | Fyrishov Gators      | 34      | 10      | 24        | 2914-3050 | -136 | 20    |
| 6     | Sundsvall Dragons    | 34      | 10      | 24        | 2711-2962 | -251 | 20    |

## Slutspel

### Åttondelsfinaler
| Datum                                           | Match            | Resultat  |
| ----------------------------------------------- | ---------------- | --------- |
| Solna Vikings - Heta Skåne BBK (2 - 0)          |                  |           |
| 6 mars 1995                                     | Solna - Skåne    | 114 - 88  |
| 7 mars 1995                                     | Skåne - Solna    | 59 - 79   |
| Marbo 7härad BBK - Jämtland Ambassadors (2 - 1) |                  |           |
| 6 mars 1995                                     | Marbo - Jämtland | 103 - 94  |
| 7 mars 1995                                     | Jämtland - Marbo | 122 - 104 |
| 10 mars 1995                                    | Marbo - Jämtland | 113 - 101 |

### Kvartsfinaler
| Datum                                        | Match                 | Resultat |
| -------------------------------------------- | --------------------- | -------- |
| Norrköping Dolphins - Plannja Basket (1 - 3) |                       |          |
| 14 mars 1995                                 | Norrköping - Plannja  | 91 - 88  |
| 17 mars 1995                                 | Plannja - Norrköping  | 85 - 80  |
| 20 mars 1995                                 | Norrköping - Plannja  | 67 - 70  |
| 22 mars 1995                                 | Plannja - Norrköping  | 89 - 72  |
| Stockholm Capitals - Södertälje BBK (1 - 3)  |                       |          |
| 14 mars 1995                                 | Capitals - Södertälje | 79 - 84  |
| 17 mars 1995                                 | Södertälje - Capitals | 78 - 66  |
| 20 mars 1995                                 | Capitals - Södertälje | 80 - 69  |
| 22 mars 1995                                 | Södertälje - Capitals | 95 - 88  |
| Kärcher Basket - Solna Vikings (3 - 2)       |                       |          |
| 14 mars 1995                                 | Kärcher - Solna       | 75 - 85  |
| 17 mars 1995                                 | Solna - Kärcher       | 85 - 87  |
| 20 mars 1995                                 | Kärcher - Solna       | 127 - 99 |
| 22 mars 1995                                 | Solna - Kärcher       | 86 - 82  |
| 24 mars 1995                                 | Kärcher - Solna       | 109 - 91 |
| Alvik BBK - Marbo 7härad BBK (3 - 1)         |                       |          |
| 14 mars 1995                                 | Alvik - Marbo         | 116 - 89 |
| 17 mars 1995                                 | Marbo - Alvik         | 98 - 108 |
| 20 mars 1995                                 | Alvik - Marbo         | 92 - 94  |
| 22 mars 1995                                 | Marbo - Alvik         | 93 - 105 |

### Semifinaler
| Datum                                   | Match                | Resultat |
| --------------------------------------- | -------------------- | -------- |
| Alvik BBK - Plannja Basket (3 - 1)      |                      |          |
| 27 mars 1995                            | Alvik - Plannja      | 89 - 80  |
| 1 april 1995                            | Plannja - Alvik      | 98 - 86  |
| 3 april 1995                            | Alvik - Plannja      | 87 - 80  |
| 5 april 1995                            | Plannja - Alvik      | 70 - 85  |
| Kärcher Basket - Södertälje BBK (3 - 0) |                      |          |
| 27 mars 1995                            | Kärcher - Södertälje | 109 - 99 |
| 1 april 1995                            | Södertälje - Kärcher | 79 - 83  |
| 3 april 1995                            | Kärcher - Södertälje | 81 - 76  |

### Final
| Datum                              | Match           | Resultat |
| ---------------------------------- | --------------- | -------- |
| Kärcher Basket - Alvik BBK (0 - 3) |                 |          |
| 11 april 1995                      | Kärcher - Alvik | 76 - 88  |
| 13 april 1995                      | Alvik - Kärcher | 104 - 91 |
| 15 april 1995                      | Kärcher - Alvik | 88 - 101 |

## Svenska mästarna
- Alvik BBK